# Sablé du millionnaire

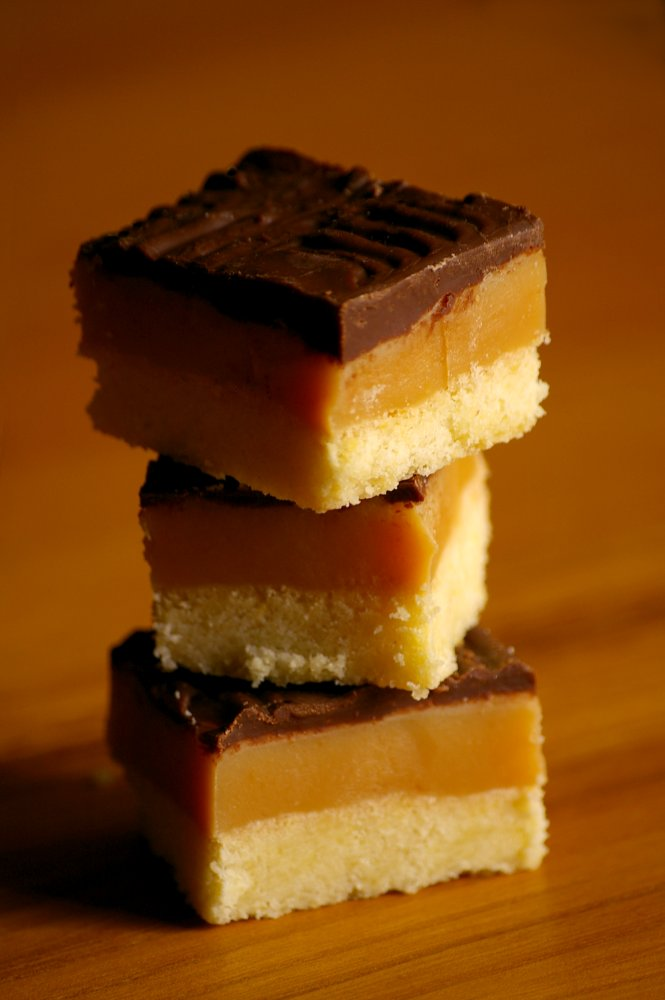
Sablé du millionnaire de forme rectangulaire.

Le sablé du millionnaire (anglais : caramel shortbread, millionaire's shortbread ou Wellington square) est un biscuit de type shortbread de forme rectangulaire, circulaire ou triangulaire. Il présente aussi des couches de chocolat au lait et de caramel.
Une recette du sablé du millionnaire apparaît dans le livre de recettes de la Scottish Association of Young Farmers' Clubs en 1972.